# 부산지방국세청
부산지방국세청(釜山地方國稅廳, Busan Regional Tax Office)은 부산광역시, 울산광역시, 경상남도, 제주특별자치도의 내국세 부과·감면 및 징수에 관한 사무를 관장하는 대한민국 국세청의 소속기관이다. 1966년 2월 28일 발족하였으며, 부산광역시 연제구 연제로 12에 위치하고 있다. 청장은 고위공무원단 가등급에 속하는 일반직공무원으로 보한다.

## 연혁

### 국세청 개청이전
- 1950년 4월 1일: 재무부 소속으로 부산사세청 설치. 소속기관으로 대구·달성·경주·포항·안동·의성·왜관·김천·상주·내성·부산·북부산·마산·울산·하동·거창·통영·합천·진주·김해·밀양세무서, 울릉도지서 설치.[2]
- 1951년 4월 15일: 대구세무서를 대구서부·대구동부세무서로 분리. 부산·북부산세무서를 부산·영도·부산진·동래세무서로 개편.[3]
- 1952년 2월 1일: 영도세무서를 폐지하고 남부산세무서를 설치.[4]
- 1953년 11월 1일: 중부산세무서 설치.[5]
- 1954년 7월 10일: 창원세무서 설치.[6]
- 1958년 2월 1일: 대구서부·대구동부·달성세무서를 대구동부·대구중부·대구서부세무서로 개편.[7]
- 1962년 1월 1일: 내성·통영세무서를 영주·충무세무서로 개편. 의성·왜관·하동·합천·김해세무서 폐지.[8]
- 1963년 1월 29일: 서울사세청으로부터 울진지서를 이관받아 영주세무서 소속으로 편입.[9]
- 1965년 5월 17일: 의성·삼천포·하동세무서 설치.[10]

### 국세청 개청이후
- 1966년 2월 28일: 국세청 소속 부산지방국세청으로 개편. 울릉도지서를 울릉지서로 개편.[11]
- 1967년 7월 18일: 대구동부·대구중부·대구서부세무서를 대구중부·대구동부·대구서부·대구북부세무서로 개편. 동부산세무서 설치.[12]
- 1968년 5월 1일: 대구중부·대구동부·대구서부·대구북부·경주·포항·안동·의성·김천·상주·영주세무서, 울진·울릉지서를 이관하여 대구지방국세청을 분리.[13]
- 1970년 11월: 부산시 수정동으로 청사 이전.
- 1972년 2월 9일: 광주지방국세청으로부터 제주세무서를 이관받음.[14]
- 1975년 1월 1일: 삼천포세무서를 진주세무서 소속 삼천포지서로, 창원세무서를 동마산세무서로 개편.[15]
- 1979년 3월 23일: 부산·남부산세무서를 영도·서부산세무서로 개편. 남부산·해운대·삼천포세무서 설치.[16]
- 1989년 4월: 부산시 연산동으로 청사 이전.
- 1990년 4월 11일: 충무세무서 소속으로 거제지서 설치. 동울산세무서 설치.[17]
- 1991년 2월 1일: 동마산세무서를 창원세무서로 개편.[18]
- 1992년 2월 1일: 금정세무서 설치.[19]
- 1994년 8월 10일: 가락세무서 설치.[20]
- 1995년 2월 24일: 충무세무서를 통영세무서로 개편.[21]
- 1995년 7월 13일: 삼천포세무서를 사천세무서로 개편.[22]
- 1999년 9월 1일: 수영·가야세무서 설치. 제주세무서 소속으로 서귀포지서를 설치하고 중부산·동부산·남부산·가락·해운대·동울산세무서 폐지. 영도세무서를 중부산세무서로 개편. 밀양·하동·사천세무서를 각각 가야세무서 소속 밀양지서·진주세무서 소속 하동지서·진주세무서 소속 사천지서로 개편.[23]
- 2000년 1월 1일: 가야세무서를 김해세무서로 개편.[24]
- 2000년 6월 19일: 서귀포지서 폐지.[25]
- 2004년 4월 1일: 동울산세무서 설치[26].
- 2010년 5월: 현 청사로 이전.
- 2012년 4월 3일: 금정세무서 소속으로 양산지서 설치.[27]
- 2017년 2월 28일: 해운대세무서 설치. 제주세무서 소속으로 서귀포지서 설치.[28]
- 2018년 4월 3일: 양산지서를 양산세무서로 승격.[29]

## 관할구역
- 부산광역시
- 울산광역시
- 경상남도
- 제주특별자치도

## 조직

### 청장
- 운영지원과[30]
- 감사관실[30]
- 납세자보호담당관실[31][32]

성실납세지원국
- 개인납세제1과[30]
- 개인납세제2과[34]
- 법인납세과[31]
- 전산관리팀[34]

징세송무국
- 징세과[31]
- 송무과[30][35]
- 채납자재산추적과[31]

조사제1국
- 조사관리과[30]
- 조사제1과[30]
- 조사제2과[30]

조사제2국
- 조사관리과[31]
- 조사제1과[31]
- 조사제2과[31]
- 조사제3과[31]

### 소속기관
세무서
세무서장은 서기관 또는 기술서기관으로 보한다.
| 명칭         | 등급 | 소재                                      | 관할구역                                                      |
| ------------ | ---- | ----------------------------------------- | ------------------------------------------------------------- |
| 중부산세무서 | 1    | 부산광역시 중구 흑교로 64                 | 부산광역시 영도구, 중구                                       |
| 서부산세무서 | 1    | 부산광역시 서구 대영로 10                 | 부산광역시 서구, 사하구                                       |
| 부산진세무서 | 1    | 부산광역시 동구 진성로 23                 | 부산광역시 동구, 부산진구                                     |
| 수영세무서   | 1    | 부산광역시 수영구 남천동로19번길 28       | 부산광역시 남구, 수영구                                       |
| 해운대세무서 | 1    | 부산광역시 해운대구 달맞이길62번길 38     | 부산광역시 해운대구                                           |
| 북부산세무서 | 1    | 부산광역시 사상구 학감대로 263            | 부산광역시 북구, 사상구, 강서구                               |
| 동래세무서   | 1    | 부산광역시 연제구 거제천로269번길 16      | 부산광역시 동래구, 연제구                                     |
| 금정세무서   | 1    | 부산광역시 금정구 중앙대로 1636           | 부산광역시 금정구, 기장군                                     |
| 울산세무서   | 1    | 울산광역시 남구 갈밭로 49                 | 울산광역시 남구, 울주군 온산읍·온양읍·청량면·웅촌면·서생면    |
| 동울산세무서 | 1    | 울산광역시 북구 사청2길 7                 | 울산광역시 중구, 동구, 북구, 울주군                           |
| 마산세무서   | 2    | 경상남도 창원시 마산합포구 3.15대로 211   | 경상남도 창원시 마산합포구·마산회원구, 의령군, 함안군, 창녕군 |
| 창원세무서   | 1    | 경상남도 창원시 성산구 중앙대로209번길 16 | 경상남도 창원시 의창구·성산구·진해구                          |
| 김해세무서   | 1    | 경상남도 김해시 호계로 440                | 경상남도 김해시, 밀양시                                       |
| 양산세무서   | 1    | 경상남도 양산시 물금읍 청운로 349         | 경상남도 양산시                                               |
| 거창세무서   | 2    | 경상남도 거창군 거창읍 상동2길 14         | 경상남도 거창군, 함양군, 합천군                               |
| 통영세무서   | 1    | 경상남도 통영시 무전5길 20-9              | 경상남도 통영시, 거제시, 고성군                               |
| 진주세무서   | 1    | 경상남도 진주시 진주대로908번길 15        | 경상남도 진주시, 사천시, 산청군, 남해군, 하동군               |
| 제주세무서   | 1    | 제주특별자치도 제주시 청사로 59           | 제주특별자치도                                                |

지서
지서장은 행정사무관 또는 세무주사로 보한다. 다만, 양산지서장·거제지서장은 「행정기관의 조직과 정원에 관한 통칙」 제27조제3항에 따라 이체하여 운영하는 서기관 또는 행정사무관으로 보할 수 있다.
| 세무서명   | 명칭       | 소재                                 | 관할구역                |
| ---------- | ---------- | ------------------------------------ | ----------------------- |
| 김해세무서 | 밀양지서   | 경상남도 밀양시 밀양대로 1892        | 경상남도 밀양시         |
| 통영세무서 | 거제지서   | 경상남도 거제시 계룡로11길 9         | 경상남도 거제시         |
| 진주세무서 | 하동지서   | 경상남도 하동군 하동읍 하동공원길 8  | 경상남도 하동군, 남해군 |
| 진주세무서 | 사천지서   | 경상남도 사천시 용현면 용현2길 27-20 | 경상남도 사천시         |
| 제주세무서 | 서귀포지서 | 제주특별자치도 서귀포시 월드컵로 8   | 제주특별자치도 서귀포시 |